# JR貨物V19A形コンテナ
JR貨物V19A形コンテナ（JRかもつV19Aがたコンテナ）は、日本貨物鉄道（JR貨物）が製造した12 ft両側開き通風コンテナである。

## 概要
- 1997年（平成9年）度に東急車輛製造大阪製作所にて1,350個が製作された。前級であるV18C形に対して内容積の拡大が図られ18.0 m3から18.5 m3となった。
- 外法寸法は高さ2,500 mm、幅2,450 mm、長さ3,715 mm。内法寸法は高さ2,248 mm、幅2,258 mm、長さ3,647 mm。最大積載重量は5 t。
- 2012年（平成24年）度以降、V19C形への置き換えにより、用途廃止・廃棄が進み、2016年（平成28年）12月に全廃された。